# 普什圖瓦里
普什圖瓦里是普什圖人的傳統民族價值觀，由族人祖傳的生活規範演變而成的道德、社會及法律制度，也被稱為「普什圖價值」或「普什圖精神」。其歷史根源可追溯至前伊斯蘭時代歷史，但仍然在偏遠山區部落中被廣泛奉行。

## 概述
普什圖人多數在偏遠山區生活，帝國中央朝廷的力量無法凌駕於酋長的權威性，此為普什圖人遵守普什圖瓦里的主要原因。
榮譽、獨立、公正、熱情好客、寬恕，報復和寬容，對所有（特別是陌生人或客人）庇護。被認為是每個普什圖人的責任。
其中一種常見的普什圖法則即開宗明義指出: “普什圖人相信並按照...以眼還眼、以牙還牙和以血還血的原則行事。普什圖人會不計代價或後果，堅持以侮辱打消侮辱，並以適當的行動，打消恥辱，證明自己的榮譽。”
普什圖瓦里的基礎建立在男性的名譽上，以好客、庇護及復仇為原則；財富多寡則以黄金、土地、女人作為衡量標準。男人若失去了名譽，便會失去别人的尊重，同時也失去財產和尊嚴。但是女性的好客與復仇則不被社會規範所接受，其被期待為被動的角色，容易成為被交易與爭奪的財產。